# Manglerud Star Ishockey
Manglerud Star Ishockey je hokejový klub z Manglerudu, východního předměstí norského hlavního města Oslo, účastník nejvyšší norské soutěže GET-ligaen. Klubové barvy jsou zelená, bílá a žlutá, znakem je zelená pěticípá hvězda. Domácí zápasy klub hraje na krytém zimním stadionu Manglerudhallen pro dva tisíce diváků.

## Historie
V roce 1913 byl založen klub Sportsklubben Star, který se roku 1964 sloučil s Manglerud IL a v roce 1967 vznikl hokejový oddíl. Největším úspěchem Manglerudu byly dva tituly mistra Norska v letech 1977 a 1978. V roce 1989 se klub sloučil s Furuset IF do nového týmu Oslo Hockey, který se však po roce rozpadl. V roce 1994 proběhla další fúze obou klubů, tentokrát pod názvem Spektrum Flyers, ambiciózní plán na vybudování velkoklubu se zahraničními hvězdami (angažován byl i Leo Gudas) nevyšel, v roce 1996 se Flyers přestěhovali do Bergenu a oba původní kluby obnovily samostatnou činnost.
Manglerud Star je známý kvalitní prací s mládeží, tým dospělých však trpí nedostatkem financí, v letech 2004–2005, 2006–2009 a 2012–2014 se dokonce ocitl mimo nejvyšší soutěž. V roce 2016 skončil na osmém místě ligy.